# Над нами Южный Крест
«Над нами Южный Крест» — фильм режиссёров Вадима Ильенко и Игоря Болгарина, снятый в 1965 году на киностудии имени А. Довженко. Консультантом фильма был известный лётчик полярной авиации, Герой Советского Союза И. П. Мазурук.

## Сюжет
Город на Чёрном море, послевоенные годы. Местный сорви-голова Федька Бойко встречает очкарика Володю. Несмотря на разницу в темпераментах, ребята становятся большими друзьями. Однажды мальчики вызывают врача и знакомятся с отставным полярным лётчиком Павлом Ивановичем Федосеенко, радиолюбителем-коротковолновиком. Одинокий и глубоко больной ветеран берёт своеобразное шефство над пацанами, особенно над Федькой, оставшимся после войны сиротой. Видя за развязной манерой поведения паренька искренность и желание познавать новое, Павел Иванович много рассказывает о своём полярном опыте, об Антарктиде, экспедиции Роберта Скотта. Помимо бесед Федосеенко учит Федьку работе с радиопередатчиком, а когда хлопец попадает в сомнительную ситуацию, выручает его из милиции. Впрочем, многие другие люди, среди которых много ветеранов войны, оказывают посильную помощь Бойко.
Фёдора угнетает то, что Павел Иванович одинок. Он считает, что у лётчика есть сын, пытается послать ему телеграмму и даже едет «зайцем» в Херсон. Увы, в итоге оказывается, что это сам Федосеенко работал в Херсоне на судоремонтном заводе, откуда уволился в 1924 году для поступления в школу красных пилотов. Когда Федька возвращается в родной город, паренёк узнаёт, что в день его отъезда Павел Иванович умер. Тогда ребята дают клятву, что если не увидят своими глазами Южный Крест, то будут считаться трепачами.
Антарктическая станция, вскоре после полёта в космос Валентины Терешковой. Здесь неожиданно встречаются кинооператор Владимир и радист Фёдор Бойко. Мужчины счастливы от того, что смогли сдержать детскую клятву.
Натурные съёмки фильма проходили в Крыму. В Керчи, в Севастополе на Херсонесе, в кадре Базилика 1935 года и разрушенный Собор Святого Владимира, использованы общие планы Феодосийского порта.
Сценарий фильма вышел в печати в 1965 году как киноповесть «Над нами Южный Крест» И. Я. Болгарина и С. М. Наумова.

## В ролях
- Борис Андреев — Павел Иванович Федосеенко
- Александр Барсов — Федька Бойко
- Павел Морозенко — Федька, взрослый
- Андрей Веселовский — Вовка в детстве
- Юрий Саранцев — Вовка, взрослый
- Любовь Калюжная — тётя Груша
- Степан Крылов — крановщик Руденко
- Борис Новиков — билетер цирка (роль озвучивал другой актер)
- Раднэр Муратов — зимовщик
- Николай Крюков — директор судоремонтного завода в Херсоне
- Евгений Леонов — продавец-инвалид на рынке (роль озвучивал Юрий Саранцев)
- Михаил Пуговкин — милиционер
- Николай Гринько — телеграфист
- Фёдор Ищенко — эпизод